# Xã Osceola, Quận St. Clair, Missouri
Xã Osceola (tiếng Anh: Osceola Township) là một xã thuộc quận St. Clair, tiểu bang Missouri, Hoa Kỳ. Năm 2010, dân số của xã này là 1.923 người.